# Цибалія
«Цибалія»  (хорв. Cibalia) — хорватський футбольний клуб із Вінковців, заснований 1919 року. Виступає у другій хорватській лізі.

## Досягнення
Перша хорватська ліга:
- Бронзовий призер (1): 2009–10

Друга хорватська ліга:
- Переможець (3): 1997-98, 2004-05, 2015-16

Кубок Хорватії:
- Фіналіст (1): 1998-99